# Johann Jakob Feinhals
Johann Jakob Feinhals ist ein fiktiver deutscher Theologe, Botaniker und Philosoph, der als Nihilartikel in der Enzyklopädie Philosophie und Wissenschaftstheorie, herausgegeben von Jürgen Mittelstraß auftaucht.
Feinhals sei nach Studium und Lehrtätigkeit als Missionar in Java tätig gewesen. Nach einer schweren Malariaerkrankung sei er nach Deutschland zurückgekehrt und Professor für Naturphilosophie in Köln geworden.
Feinhals gelte als Hauptvertreter der sog. Harzer Mission, die sich die Aufgabe gestellt habe, den Wilden Gott zu bringen. Nach seiner Lehre sei die Natur beseelt von bösen Kobolden, ähnlich den von Leibniz diskutierten Monaden.
Darüber hinaus habe er laut derselben Enzyklopädie im Jahr 1729 das Werk Javanische Grammatik auf Grund eigener Kenntniss veröffentlicht, in dem sich erste orthodidaktische Experimente befänden (zum Eintrag Orthodidaktik in genannter Enzyklopädie).

## Eintrag in der Enzyklopädie Philosophie und Wissenschaftstheorie
»Feinhals, Johann Jakob, *Osterode 1. April 1702, + Wolfenbüttel 14. Juni 1769, dt. Theologe, Botaniker und Philosoph. Ab 1720 Studium der Theologie und Philosophie an den Universitäten Dorpat, Helmstedt und Wittenberg, 1723 Ordination, anschließend Tätigkeit als Missionar in Java, wo F. an Malaria erkrankte, 1728 Rückkehr nach Deutschland und Lehrtätigkeit als Prof. der Naturphilosophie an der Universität Köln. Ab 1730 Veröffentlichungen seiner in Java begonnenen botanischen Studien, ab 1753 Subbibliothekar an der Herzog-August-Bibliothek in Wolfenbüttel, wo er besonders den botanischen Bestand betreute, starb an einem Malariaanfall. F. gilt als Hauptvertreter der Harzer Mission, de es sich zur Aufgabe setzte, ›den Wilden Gott zu bringen‹ (Über die Möglichkeit der Mission I, Goslar (636) 1729, 14). Seine ab 1730 festzustellende Abkehr von der Theologie zeigt sich darin, dass naturphilosophische Schriften in den Vordergrund treten (Von der Seele seltsamer Pflantzen und Thiere, I-IV, Herborn 1741–1753; Traktat über das Verhältniss von Vulkanausbrüchen und Mondfinsterniss, Amsterdam 1755; 2. Aufl. 1757 [repr. Peine 1974]. Auf einer Reise nach Italien kam F. 1744 nach Konstanz, wo er in eine Wirtshausschlägerei verwickelt und von den damaligen französischen Besatzungstruppen als Spion verhaftet wurde. Seine schlechten Erinnerungen an diesen ›impertinent-provocatorischen Vorfall‹ (Briefe II, 114) führten dazu, dass er dem Konstanzer Stadtsyndikus J. Speth davon abriet, ›bey diesen Barbaren‹, Briefe II 115f.) eine Universität zu gründen. Das Original dieses Briefes ist bei den Unruhen der 90er Jahre im Konstanzer Stadtarchiv untergegangen. – Nach F. ist die Natur beseelt von bösen kosmischen Kobolden, die in ihrer Beschreibung an die Leibnizschen Monaden erinnern. Aufgabe des Menschen sei es, durch die Entwicklung einer persönlichen Gutmütigkeit die Macht der bösen Kobolde auszugleichen. Der Verfasserschaft von ›Principia rerum naturalium sive novum tentamen phaenomena mundi elementaris philosophice explicandi‹ (Zug 1735, 1738 im Index librorum prohibitorum), die F. von manchen Interpreten unterstellt wird, scheint zweifelhaft, sicher ist jedoch, dass F. nicht Autor von ›Corpus scriptorum eroticorum graecorum I: Parthenii erotica‹ (Fulda 1755) ist.
Weitere Werke: Javanische Grammatik auf Grund eigener Kenntniss, Amsterdam 1729; Die Orchideen des Bösen, oder über die All-Gegenwart des Teufels, Köln 1731; Gemeinfaßliches System exotischer Pflanzen, I-III, Köln 1742; Briefe, I-III, ed. F. v. Grummelsberg, Magdeburg 1914–1918.
Literatur: B. Aschenkuchen, Die Harzer Mission, Göttingen 1928, 14–33; F. v. Grummelsberg, J.J.F. als Botaniker und Philosoph, Diss. Helmstedt 1903; L. Lafarce, F., un représentant de son temps, Brüssel 1948 (dt. F., ein Vertreter seiner Zeit, Detmold 1951). P.B.« (Bd. 1, 635f.)